# Kreisbahn Briesen
| Kursbuchstrecke: | 133g                 |                 |                 |
| Streckenlänge: | 3,28 km              |                 |                 |
| Spurweite: | 1435 mm (Normalspur) |                 |                 |
| Stromsystem: | 470 V =              |                 |                 |
| |                      |                 |                 |
| \| \| \| von Thorn \| \| \| \| 0,00 \| Briesen Bahnhof \| Briesen Bahnhof \| \| \| \| nach Allenstein \| \| \| \| 3,28 \| Briesen Stadt \| Briesen Stadt \| |                      |                 |                 |
| Strecke |                      | von Thorn       | von Thorn       |
| Bahnhof | 0,00                 | Briesen Bahnhof | Briesen Bahnhof |
| Abzweig ehemals geradeaus und nach rechts |                      | nach Allenstein | nach Allenstein |
| Kopfbahnhof Streckenende (Strecke außer Betrieb) | 3,28                 | Briesen Stadt   | Briesen Stadt   |

Die Kreisbahn Briesen (auch Stadtbahn Briesen) war eine elektrisch betriebene normalspurige Kleinbahn, die die beiden Bahnhöfe Briesen Stadt und Briesen Bahnhof auf einer 3,28 Kilometer langen Strecke verband. Die Stadt Wąbrzeźno (deutsch Briesen) mit rund 8.200 Einwohnern ist heute Kreisstadt des Powiats Wąbrzeski in der Woiwodschaft Kujawien-Pommern.

## Geschichte
Die Kleinstadt Briesen liegt etwa drei Kilometer nordwestlich der 1871 von der Preußischen Ostbahn eröffneten Hauptstrecke Allenstein–Thorn. Um die Verbindung zum Staatsbahnhof zu verbessern, beschloss die Verwaltung des ehemaligen Kreises Briesen in Westpreußen den Bau einer Verbindungsbahn, die später auch häufig als „Stadtbahn“ bezeichnet wurde.
Weil damals schon ein Elektrizitätswerk in der Kreisstadt existierte, führte man von Anfang an den elektrischen Betrieb mit Gleichstrom von 470 Volt Spannung ein. Dieser begann auf der normalspurigen und eingleisigen Strecke, die weitgehend der Straße folgte, am 1. April 1898. Die Betriebsführung oblag bis 1919 der Ostdeutschen Eisenbahn-Gesellschaft in Bromberg, ab 1903 in Königsberg.
Der Personenverkehr richtete sich nach der Zahl der Züge auf der Hauptstrecke. Als dort 1914 täglich sieben Personenzüge und der Durchgangszug Berlin–Allenstein in jeder Richtung abfuhren, setzte man täglich sechzehn Personenzugpaare auf der Kleinbahn ein. Dafür standen zwei elektrische Triebwagen mit zwei Beiwagen und ein Gütertriebwagen zur Verfügung. Die Triebwagen waren von der Firma Kummer in Niedersedlitz bei Dresden hergestellt worden.
Auch als der Kreis nach dem Ersten Weltkrieg zu Polen kam, behielt die Kreisbahn ihre Selbständigkeit, da sie juristisch als Straßenbahn und nicht als Eisenbahn angesehen wurde.
1958 übernahm die PKP die Strecke. Ein Jahr darauf wurde die Oberleitung entlang der Trasse abgerissen. Ende 1990 fuhr der letzte Personenzug, seit dem 1. Juli 2011 ruht auch der Güterverkehr.
Im Mai 2013 wurde die Bahnstrecke zu Gunsten eines kombinierten Fuß- und Radweges abgebaut. Allerdings soll nach Information der Stadtverwaltung Wąbrzeźno ein ca. 30 m langes Gleisstück als Denkmal erhalten bleiben.